# Батальйон

Стандартне позначення піхотного батальйону в НАТО

Батальйо́н (італ. battaglione від італ. battaglia — загін; та фр. bataillon від фр. bataille — битва, бій) або курінь — основний тактичний підрозділ у сухопутних військах, повітряно-десантних військах та частинах морської піхоти, що входить до складу полку, бригади. Батальйон складається з декількох рот і окремих взводів. Залежно від національних особливостей військової організації, чисельність батальйону на сучасному етапі коливається в межах від 400 до 800 осіб. Штатним командиром батальйону є офіцер у ранзі майора або підполковника.
Формування відповідного рівня у артилерії називається дивізіоном. Батальйон є найменшим підрозділом, що має власний штаб.

## Особливості найменування
Може бути як самостійним військовим формуванням, так і структурною  частиною полку, чи більшого з'єднання (дивізії, корпусу, армії). У випадку, коли батальйон входить до складу полку, і таких однотипних батальйонів у полку декілька, йому присвоюється порядковий номер згідно з внутрішньою нумерацією з'єднання — 1-й механізований батальйон, 3-й парашутно-десантний батальйон.
Коли батальйон входить до складу з'єднання або об'єднання — він отримує статус окремої 
військової частини. І у його повній назві присутній прикметник «окремий». Приклад — 783-й окремий розвідувальний батальйон (військова частина № 53336).
Бригада у ЗС СРСР/ЗС Росії/ЗС України/ЗС Білорусі може бути, у залежності від конкретного випадку, або з'єднанням, або військовою частиною. У першому випадку батальйони, що входять до його складу, іменуються окремими — наприклад, 200-та окрема мотострілецька бригада або 58-ма окрема автомобільна бригада. У другому випадку батальйони, що складають бригаду, мають внутрішню нумерацію без прикметника окремий, наприклад, 56-та окрема десантно-штурмова бригада або 19-та окрема мотострілецька бригада. Тимчасово сформований батальйон, військовослужбовці якого зібрані для вирішення будь-якої задачі з різних підрозділів полку/бригади або з різних частин, називається зведеним батальйоном.
На базі батальйону можуть також утворюватися тимчасові військові формування, що отримали назву батальйонних тактичних груп (БТГ) ~600-900 військових. Такі формування розглядаються як важливий засіб ведення бойових дій на період до 2035 року. Вони створюються, як правило, у складі механізованого (танкового) батальйону, посиленого танковою (механізованою) ротою, артилерійським дивізіоном (батареєю), інженерно-саперною ротою (взводом), розвідувальним взводом та іншими підрозділами.

## Історія

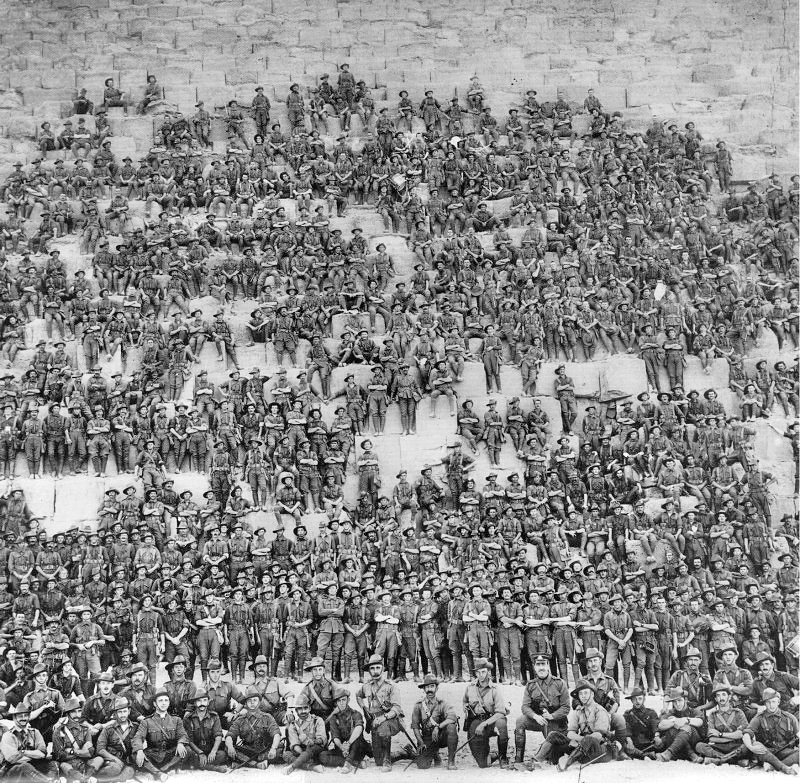
11-й батальйон (Західна Австралія) 3-ї піхотної бригади, Єгипет, піраміди Гізи, 10 січня 1915 року

Спочатку термін батальйон означав чверть баталії (шикування пікінерів квадратом 100×100, що утворює «ліс пік»), який поділений на чотири менших квадрати з метою зменшення втрат від артилерії. Їхній склад був непостійний (від 1 до 10 тис. бійців).
На початку XX століття стрілецький (піхотний) батальйон складався з 3—4 стрілецьких, кулеметної і мінометної рот, легкої артилерійської батареї і взводів (чот): зв'язку, постачання та санітарного.
В Україні підрозділи рівня батальйону традиційно називалися куренями. Курінь був основною бойовою одиницею УГА і ділився на 4 сотні. Наддніпрянські курені мали по 3 стрілецькі сотні та 1 кулеметну. В УПА тактичною військовою одиницею також вважався курінь, який нараховував 3-4 бойові сотні та потрібні технічні частини.
Розвиток воєнної техніки протягом XX століття привів до організації батальйонів в інших родах військ та спеціальних військах.

## Організація

### НАТО
НАТО визначає батальйон як одиницю "більшу за роту, але меншу за полк", а  також таку, що "складається з двох або більше рот, батарей, взводів чи співмірних їм формувань, разом зі штабом"  Стандартний символ НАТО для позначення батальйону містить пару вертикальних ліній ( || ), розміщених над символом типу підрозділу.
Різні члени НАТО можуть використовувати різні назви та розміри для  військових з'єднань цієї формації.
| Belgium        | Bataillon, or escadrille                                              |
| Bulgaria       | Батальон, or дивизион                                                 |
| Canada         | Battalion, regiment, or squadron                                      |
| Croatia        | Bojna, or sometimes bataljun                                          |
| Czech Republic | Prapor, oddíl, or letka                                               |
| Denmark        | Bataljon, afdeling, or bataljons kampgruppe                           |
| France         | Bataillon, or groupement                                              |
| Germany        | Bataillon, Abteilung, Bootsgeschwader, Schiff, or Lehrgruppe          |
| Greece         | Taghma, moira, epilarchia                                             |
| Hungary        | Zászlóalj, or osztály                                                 |
| Italy          | Battaglione, gruppo, gruppo squadroni, autogruppo, or reparto         |
| Lithuania      | Batalionas, or eskadrilė                                              |
| Netherlands    | Bataljon, afdeling, groep, colonne, or commando                       |
| Norway         | Bataljon, stridsgruppe                                                |
| Poland         | Batalion, or dywizjon                                                 |
| Portugal       | Batalhão, or grupo                                                    |
| Romania        | Batalion                                                              |
| Spain          | Batallón, grupo, or grupo táctico                                     |
| Turkey         | Tabur                                                                 |
| United Kingdom | Battalion, regiment, field ambulance, wing, battle group, or commando |
| United States  | Battalion, or squadron                                                |

### Україна

#### Історичні
Основною тактичною одиницею Української галицької армії був стрілецький курінь. Всього їх нараховувалося 50, і саме з них у ході реорганізації війська складали групи, полки і бригади. Курінь (за австрійською схемою) нараховував 4 стрілецькі сотні (по 3 стрілецькі та 1 скорострільна чети) і скорострільну (кулеметну) сотню.
В Українській повстанській армії курінь або відділ налічував 400-500 осіб.
До складу куреня входили:
- Курінний (командир куреня)
- Штаб з відділом зв'язку і тилової служби
- Три стрілецькі сотні
- Сотня важких скорострілів

#### Сучасність
У Збройних силах України механізований та танковий батальйони є основними загальновійськовими тактичними підрозділами, які, взаємодіючи між собою, з підрозділами артилерії та інших родів військ і спеціальних військ, виконують основне завдання безпосереднього ураження противника в ближньому бою. 
Механізований (танковий) батальйон входить зазвичай до складу механізованої (танкової) бригади.

##### Механізований батальйон
У механізованих військах існують механізовані батальйони на БТР і на БМП. Організаційна структура механізованого батальйону на БТР в загальному аналогічна структурі батальйону на БМП, лише додається протитанковий взвод:
- Командування батальйону
- Штаб
- 3 механізовані роти
- Мінометна батарея
- Протитанковий взвод (тільки для батальйонів на БТР)
- Гранатометний взвод
- Зенітний ракетний взвод
- Розвідувальний взвод
- Інженерно-саперний взвод
- Вузол зв'язку
- Рота забезпечення
- Медичний пункт

Всього в механізованому батальйоні на БМП: 453 осіб, 34 БМП, 6 мінометів (120-мм), 6 гранатометів АГС-17, 33 гранатомети РПГ-7, 2 командирські БМП, 21 автомобіль, 30 радіостанцій.
Всього в механізованому батальйоні на БТР: 545 осіб, 47 БТР, 6 мінометів (120-мм), 6 ПТРК Фагот, 9 ПТРК Метис, 3 гранатомети СПГ-9, 33 гранатомети РПГ-7, 2 командирські БТР, 22 автомобілі, 34 радіостанції.

##### Танковий батальйон
- Командування батальйону
- Штаб
- 3 танкові роти
- Зенітний ракетний взвод
- Взвод зв'язку
- Рота забезпечення
- Медичний пункт

Всього в танковому батальйоні: 157 осіб, 31 танк, 1 БМП-1К, 1 МТ-ЛБв, 2 гранатомети РПГ-7, 15 автомобілів.

### СРСР

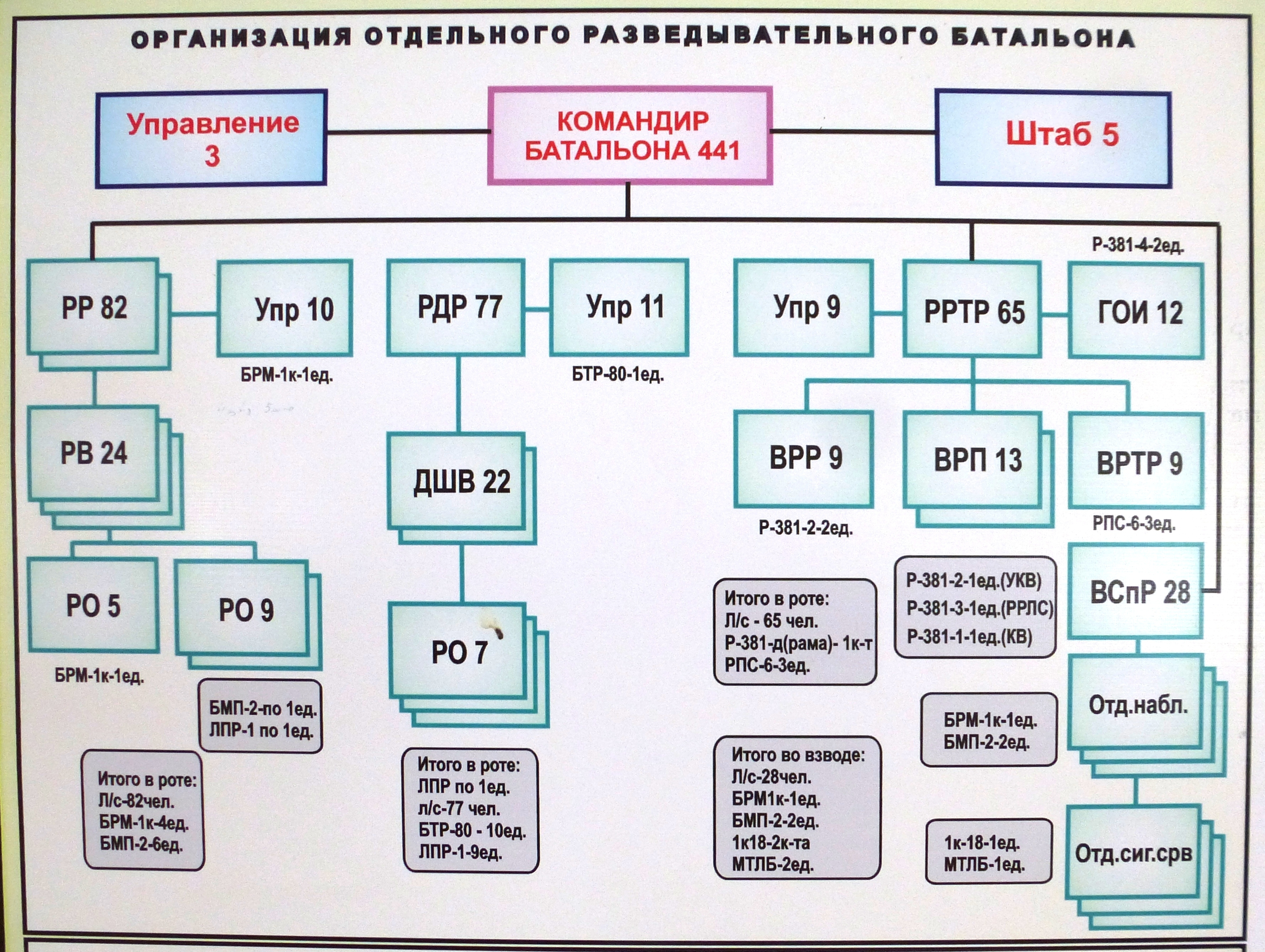
Організаційно-штатна структура окремого розвідувального батальйону сухопутних військ Республіки Казахстан

#### Мотострілецький батальйон
Структура мотострілецького батальйону мотострілецького / танкового полку мотострілецької / танкової дивізії наприкінці 1980-х:
- Управління і штаб (11 чол.)
- 3 мотострілецькі роти (333 чол., 36 БТР)
- Мінометна батарея (64-66 чол., 6-9 мінометів)
- Протитанковий взвод (31 чол.) (тільки в батальйоні на БТР)
- Гранатометний взвод (26 чол.)
- Зенітний взвод (19 чол.)
- Взвод зв'язку (16 чол.)
- Взвод матеріального забезпечення (20 чол.)
- Взвод технічного обслуговування (12 чол.)
- Медичний пункт (8 чол.), у військовий час — взвод.

Всього в батальйоні на БТР: 540 чоловік (37 офіцерів) та 49 БТР. В батальйоні на БМП: 511 чоловік (36 офіцерів) та 44 БМП.
В батальйонах, що вели бойові дії в Афганістані входила також розвідувальна рота.
Значно могло відрізнятися озброєння мінометної батареї. За штатом це були 6 82-мм мінометів 2Б14-1 «Піднос» та 3 82-мм автоматичні міномети 2Б9 «Волошка». Але найкращі батальйони оснащували 120-мм мінометами 2С12 «Сани», чи навіть самохідними артилерійськими установками 2С9 «Нона-С».
На рубежі 90-х взводи матеріального забезпечення і технічного обслуговування зведені в один взвод забезпечення.

#### Танковий батальйон
Структура танкового батальйону була аналогічною для мотострілецьких і танкових полків, проте у мотострілецьких полках батальйон був посиленим з чотирма танками у взводі замість трьох.
- Управління і штаб (9 чол.)
- 3 танкові роти (42 чол., 13 танків)
- Взвод зв'язку (11 чол., 2 БМП)
- Взвод забезпечення (25 чол.)
- Медичний пункт (6 чол.)

Всього в танковому батальйоні мотострілецького полку 177 чоловік, 40 танків, 2 БМП, в танковому батальйоні танкового полку: 144 чоловіки, 31 танк, 2 БМП.

#### Розвідувальний батальйон
Розвідувальні батальйони входили до складу мотострілкових і танкових дивізій як окремі частини і складались з:
- Управління і штаб
- 2 розвідувальні роти
- Розвідувально-десантна рота
- Рота радіоперехоплення
- Взвод розвідки спостереженням
- Взвод зв'язку
- Ремонтний взвод
- Взвод матеріального забезпечення
- Медичний пункт

Всього в розвідувальному батальйоні: 340 чоловік, 6 танків, 21 БМП, 3 БРМ, 3 БТР, 3 МТ-ЛБ.

#### Інженерно-саперний батальйон
Інженерно-саперні батальйони входили до складу мотострілкових і танкових дивізій як окремі частини і складались з:
- Управління і штаб
- Інженерно-саперна рота
- Інженерно-дорожня рота
- Інженерно-технічна рота
- Понтонна рота
- Взвод інженерної розвідки
- Взвод матеріально-технічного забезпечення.

Батальйон налічував 395 чоловік особового складу.